# Tancrède Synave
Tancrède Julien Synave, né le 8 février 1870 à Paris 8e et mort le 11 février 1936 à Paris 13e,, est un peintre et illustrateur français.

## Biographie
Tancrède Synave étudie auprès de Benjamin Constant, Jules Lefebvre et Gabriel Ferrier à l'Académie Julian.
Il se fait un nom en peignant différents sujets mondains et des portraits. Ses sujets de prédilection sont la représentation d'enfants en train de jouer, de scènes de théâtre et des portraits de femmes. L'intensité de la touche, les couleurs vives, la particularité des compositions sont des éléments qui permettent d'assimiler l'œuvre de Tancrède Synave avec celle de Louis Valtat ou d'Henri Lebasque.
Il expose au Salon des artistes français tout au long de sa carrière, qui s'étend de 1893 à 1936. Il reçoit la médaille d'honneur en 1894, la médaille de troisième classe en 1901, ainsi que la médaille d'or en 1924.
Décédé à l'âge de 66 ans à l'hôpital de la Salpêtrière, il est inhumé au cimetière parisien de Thiais.

## Concours de 1911
En juin 1911, Tancrède Synave participe à un concours parisien, présidé entre autres par Jean-Louis Forain et Francisque Poulbot. Il s'agit d'établir un projet pictural pour une campagne publicitaire de la célèbre marque de pâtes  « Lustucru ». Tancrède Synave remporte le prix, l'originalité du projet « Damier bleu clair et bleu foncé » ayant su convaincre le jury. Le fameux damier est toujours présent de nos jours sur les produits de la marque.

## Valentine Val
Cette même année, Tancrède Synave fait la connaissance de l’artiste Valentine Val. Après vingt ans de vie commune avec Charles Fray, familier d'Auguste Renoir, celle-ci le quitte en 1911 pour épouser Tancrède Synave le 26 décembre 1912. Une vente publique à L'Isle-Adam le 21 juin 1987 a permis de redécouvrir cette artiste renommée en son temps. Formée par Eugène Carrière, elle a ensuite été l'élève et le modèle de Renoir. Son art est caractérisé par des influences du symbolisme, la tendresse du modelé ; elle adopte également des clartés et des tons lumineux chers à Auguste Renoir. Elle est surtout réputée pour ses fameuses études de fleurs. Elle tenait à Paris un salon artistique et mondain. Elle fut très appréciée et reconnue par les artistes de son époque. On connaît d’ailleurs plusieurs portraits d’elle réalisés par Édouard Vuillard.

## Tradition-Évolution
En novembre 1928, Tancrède Synave, Jean-Gabriel Domergue, Henri Deluermoz, Paul Jouve, Charles Fouqueray, Élisabeth Chaplin, Émile Aubry et d'autres artistes fondent un mouvement artistique appelé « Tradition-Évolution »,. Il s'agit de représenter des œuvres mêlant les recherches et les nouveautés artistiques contemporaines à la tradition académique classique dont de nombreux artistes étaient issus.

## Expositions
Salon de la Société des artistes français
- 1893 : Portrait du poète Louis Germain (no 1662)[8]
- 1894 : Jésus marche sur la mer (no 1705 : mention honorable) ; La modiste (no 1706)[9].
- 1895 : Crépuscule. Vaucluse (no 1788) ; Étude (no 1789)[10].
- 1896 : Avril (no 1881) ; Portrait de Mlle C. M... (no 1882)[11].
- 1897 : La protection de l'enfance (no 1604) : Sapho (no 1605)[12].
- 1898 : La fuite de Loth (no 1911) ; Au pied de la Butte (no 1912)[13].
- 1899 : Midi (no 1834)[14]
- 1900 : Lisière de bois (no 1246)[15].
- 1901 : Tranquilité (no 1898)[16].
- 1902 : Portrait de Jules Adler. Charleroi (no 1537) ; Au jardin (no 1538)[17].
- 1903 : Plage parisienne (no 1646) ; Intérieur (no 1647)[18].
- 1904 : Le Tramway. Paris (no 1692).
- 1905 : Une répétition au conservatoire de Mimi Pinson.
- 1906 : Les poissons rouges (no 1569)[19].
- 1907 : Enfant (no 1495).
- 1908 : Femme nue (no 1737).
- 1909 : Étude de femme (no 1664)[20]
- 1910 : A l'atelier (no 1744)[21].
- 1911 : Femme couchée (no 1769) ; Modèle au repos (no 1770)[22].
- 1912 : Portrait de jeune fille (no 1751)[23]
- 1913 : La chambre close (no 1706)[24].
- 1914 : Petite école de quartier : les prix (no 1888)[25].
- 1918 : La jeune mère.
- 1920 : Orchestre de petit cinéma (no 1577)[26].
- 1921 : Femme à l'éventail ; Impression de théâtre ; Femme au turban bleu.
- 1922 : Le café-concert ; Jeune femme au divan[27].
- 1924 : Les baigneuses[28].
- 1925 : La nymphe aux faons[29].
- 1926 : Ébats antiques ; Arabesque sur Persée et Andromède[30].
- 1927 : Bucoliques.
- 1928 : Le manège de chevaux de bois.
- 1929 : Fruits exotiques.
- 1933 : Fantaisie exotique[31].
- 1934 : Fillettes au piano[32].
- 1936 : Nature morte.

Salon de la Société des Amis des Arts de Bayonne-Biarritz
- 1903 : Parisienne (Bois de Boulogne) (no 366) ; Aux Champs-Élysées (no 367) ; Sous l'ombrage (Champs-Élysées) (no 368) ; Les mauves (no 369)[33].
- 1904 : Le tramway (Paris) (no 381) ; Petite flamande (no 381)[34].

Exposition des oeuvres de guerre de la Société des artistes français et de la Société nationale des Beaux-Arts
- 1918 : Jeune mère. Ouvroir de guerre (no 442).

Exposition de la National Gallery of Art de Washington
- 1998 : « Artists and the avant-garde-garde theater in Paris ». Projets d'affiche : L'Âme invisible et Mademoiselle Fifi.

## Œuvres conservées dans les collections publiques

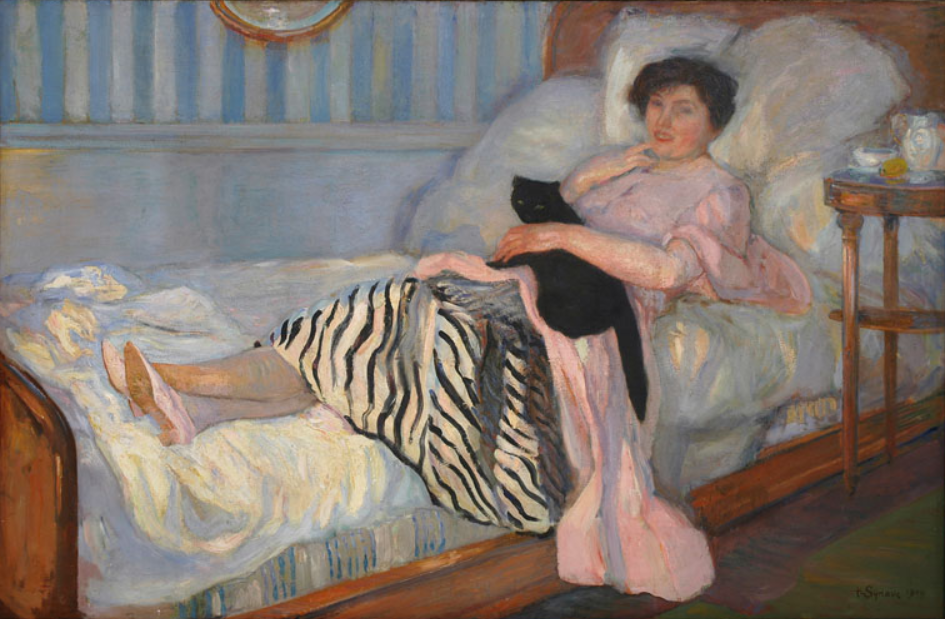
Étude de femme, 1909, musée d'Art et d'Histoire de Dreux.

- Portrait de Jules Adler (Salon de 1902), tour des échevins à Luxeuil-les-Bains ;
- Étude de femme (Salon de 1909), musée d'Art et d'Histoire de Dreux[35] ;
- Deux nus, musée de la Loire à Cosne-Cours-sur-Loire ;
- Fleurs et Fruits au musée de Cambrai.

## Récompenses
- 1894 : Mention honorable décernée par le jury de peinture de la Société des artistes français.
- 1901 : Médaille de 3e classe décernée par le jury de peinture de la Société des artistes français[36].
- 1924 : Médaille d'or décernée par le jury de peinture de la Société des artistes français[37].
- 1929 : Prix Jean-Jacques-Henner.

## Distinctions
- Officier de l'Instruction publique (arrêté du ministre de l'Instruction publique et des Beaux-arts du 2 janvier 1908)[38].
- Chevalier de la Légion d'honneur (décret du ministre de l'Instruction publique du 22 février 1927). Parrain : le peintre Jules Adler[39].